# Russula adulterina
Russula adulterina é um fungo que pertence ao gênero de cogumelos Russula na ordem Russulales.